# Streptobionta
De Streptobionta vormen een clade van groene algen binnen de Viridiplantae. De Chlorobionta vormen een zustergroep van de Streptobionta. De groep omvat Charophyta (Kranswieren) en de Embryophyta (landplanten) en nog enkele geslachten van algen. Tot deze laatste groep behoren de soortenrijke groepen als de mossen, de varens, de naaktzadigen en de bedektzadigen.
| Fylogenetische stamboom van de Streptobionta |
| --- |
| - Supergroep Archaeplastida (Adl et al. 2005) - Rijk Rhodoplantae (Saunders & Hommersand 2004) - - Stam Rhodophyta (Wettstein 1922), roodwieren - Stam Cyanidiophyta (Saunders & Hommersand 2004) - ? Glaucophyta (Skuja 1954) - Rijk Viridiplantae (Cavalier-Smith 1981) - Onderrijk Chlorobionta , groene algen - prasinophyta (→ "Prasinophyceae I-IX") - Stam Chlorophyta (Pascher 1914), groenwieren - Onderrijk Streptobionta - Stam Charophyta (Karol & al. 2001), kranswieren (→ basale Streptobionta) - - Mesostigma (→ basale Streptobionta) - - Chlorokybus (→ basale Streptobionta) - Superstam Embryophyta (landplanten) |
| taxonomische groep; benoemde clade (een monofyletische groep) wordt ook gerekend tot een niet-monofyletische groep (→ behoort tot de ...) een niet-monofyletische groep |